# アルクトサウルス
アルクトサウルス（Arctosaurus　「北極のトカゲ」の意味）は三畳紀後期、現在のカナダに生息していた所属不明の小型爬虫類として分類された属の一つである。後年、しばしば竜脚形類に分類されることもある。獣脚類に分類されたこともあったが、近年の再評価により獣脚類のものとされた特徴はより広範な三畳紀の爬虫類も持っていたことがわかり、この属もより広く主竜形類とする以上には詳細に分類することは出来ないとされた。また、トリロフォサウルス類（Trilophosauria）と近いとする説もある。
ホロタイプはカナダ、ヌナブト準州のキャメロン島の三畳紀後期の地層から発見された頸椎である。

## 参照
1. ↑  Nesbitt, Sterling J.; Irmis, Randall B.; and Parker, William G. (2007). “A critical re-evaluation of the Late Triassic dinosaur taxa of North America”. Journal of Systematic Palaeontology 5 (2):  209–243. doi:10.1017/S1477201907002040.
2. ↑  Glut, D.F. (1997). “Excluded Genera”. Dinosaurs: The Encyclopedia. McFarland & Company. pp. 1005–1010. ISBN 0-89950-917-7
3. ↑  Russell, Dale A. (1989). An Odyssey in Time: Dinosaurs of North America. Minocqua, Wisconsin: NorthWord Press, Inc.. p. 26. ISBN 1-55971-038-1